# Ossza
Ossza (görögül: Ὄσσα) a görög mitológiában a szárnyaló hír megszemélyesítője (etimológiája a szanszkrit vak és a latin vox, azaz „hang” szóval függ össze). 
Ossza Zeusz női küldötte, a legfőbb isten parancsára haditanács összehívására buzdítja a Trója alatt táborozó akhájokat, hogy döntsenek a sereg sorsáról. Ossza általában gyorsan eljuttatja a híreket Zeusztól az embereknek, például Télemakhosznak apjáról, Odüsszeuszról. Ő terjeszti el Ithaka-szerte Pénelopé kérőinek halálát. Azonos funkciói vannak Famával (Szophoklésznél Ossza a szóbeszéd, az isteni hang, "az arany remény gyermeke").